# Persian Gulf Inferno
Persian Gulf Inferno, uscito anche come North Sea Inferno in Europa (entrambi i titoli, a video, anche scritti con l'articolo The iniziale), è un videogioco a piattaforme con elementi di combattimento. Il giocatore deve intervenire in una crisi terroristica e disattivare una bomba atomica in una base nemica. Fu sviluppato da un gruppo Danese chiamato Parsec Software e pubblicato da Magic Bytes in Europa e da Innerprise in America. Uscito nel 1989 per Amiga, nel 1990 fu poi convertito per Atari ST e Commodore 64.

## Trama
I terroristi hanno preso possesso della più grande piattaforma petrolifera al mondo, situata nel Golfo Persico (o Mare del Nord nella versione North Sea Inferno). Minacciano di farla esplodere detonando una bomba atomica se le loro richieste non saranno esaudite. 
L'introduzione al primo livello informa che il protagonista viene lanciato con il paracadute nella zona ma un colpo di RPG ha distrutto l'elicottero che lo trasportava. Miracolosamente sopravvissuto inizia la sua missione solo, armato di pistola da 9mm e due cariche di esplosivo al plastico. Ha tempo fino a mezzanotte e deve introdursi furtivamente sulla piattaforma, disinnescare l'ordigno e salvare gli ostaggi. Un C-130 riporterà a casa gli ostaggi e la squadra alla fine del videogioco.

## Modalità di gioco
L'azione, bidimensionale, si svolge su piattaforme multilivello accessibili tramite ascensori e scale, con scorrimento multidirezionale. Durante il gioco si possono trovare, aprendo delle porte, armi supplementari, munizioni, pass per gli ascensori, Janet (una marine che ha fallito una precedente missione), e ostaggi, alcuni dei quali daranno informazioni utili sul complesso. Nelle versioni Amiga e ST le scene di battaglia comprendono urla strazianti campionate e molto spargimento di sangue, venendo a volte giudicate di cattivo gusto. La sequenza finale del gioco impegnerà il giocatore a disattivare la bomba, tagliando il filo giusto (degli scienziati presi in ostaggio, se trovati e liberati, indicheranno il colore giusto da tagliare).

## Armi
Le armi a disposizione del giocatore durante il videogioco sono 4 (i modelli compaiono esplicitamente solo nelle versioni Amiga e ST), tutte con munizioni limitate che possono essere trovate sulla piattaforma:
- Pistola semiautomatica da 9mm, l'unica arma disponibile inizialmente.
- Franchi SPAS-12 di calibro 12.
- IMI Uzi pistola mitragliatrice calibro 9.
- Esplosivo al plastico di tipo C4. Da usare per fare saltare le serrature delle porte inaccessibili senza.